# Estádio Capital do Móvel
O Estádio Capital do Móvel, também conhecido pelo seu antigo nome Estádio da Mata Real, é um estádio de futebol situado no concelho de Paços de Ferreira, freguesia homônima, Portugal. É propriedade do Futebol Clube Paços de Ferreira, que o construiu em terrenos municipais e onde manda os seus jogos em casa. Está localizado mais concretamente no lugar de Calquim, junto da Ponte Real.

## História
Antes da construção do atual recinto desportivo, o Futebol Clube Paços de Ferreira jogara já em diversos terrenos, como o Campo da Aldeia Nova, em Meixomil, e o Campo da Cavada. Porém, em 1969, o Futebol Clube Paços de Ferreira foi obrigado pelo proprietário dos terrenos da Cavada, D. José de Lencastre, a devolver o campo até 31 de outubro de 1971, mas com uma curiosidade: teria direito a "levantar as bilheteiras e os portões existentes no campo". 

### Mata Real
Porém, apenas em 29 de fevereiro de 1971, os sócios do clube pacense decidiram a construção de uma nova casa para a equipa. Em 22 de setembro de 1973, o Futebol Clube Paços de Ferreira acordou com a Câmara Municipal de Paços de Ferreira, proprietária dos terrenos, os termos do arrendamento: o clube pagava 2.400$00 por ano à Câmara Municipal pela utilização do futuro complexo desportivo, que se localizaria no lugar de Calquim, junto de Ponte Real. 
A 7 de outubro de 1973, é finalmente inaugurado o Parque Desportivo Municipal da Ponte Real. O jogo inaugural, entre o Paços de Ferreira e o SC Vianense, a contar para a 3ª jornada do nacional da II Divisão (Zona Norte), foi assistido por 6 000 pessoas, entre os quais se contavam o então Presidente da Câmara Municipal, Pinto de Almeida, e o Governador Civil do Porto, o major Paulo Durão. A cerimónia foi coroada com foguetes, palmas e a atuação da fanfarra dos Bombeiros Voluntários de Paços de Ferreira. Na cerimónia de abertura, porém, o presidente da Câmara Municipal de Paços de Ferreira equivocou-se, trocando o nome do lugar onde está situado o estádio (Ponte Real), por "Mata Real". O nome pegou, ficando associado ao nome do Estádio da Mata Real.

#### Melhoramentos

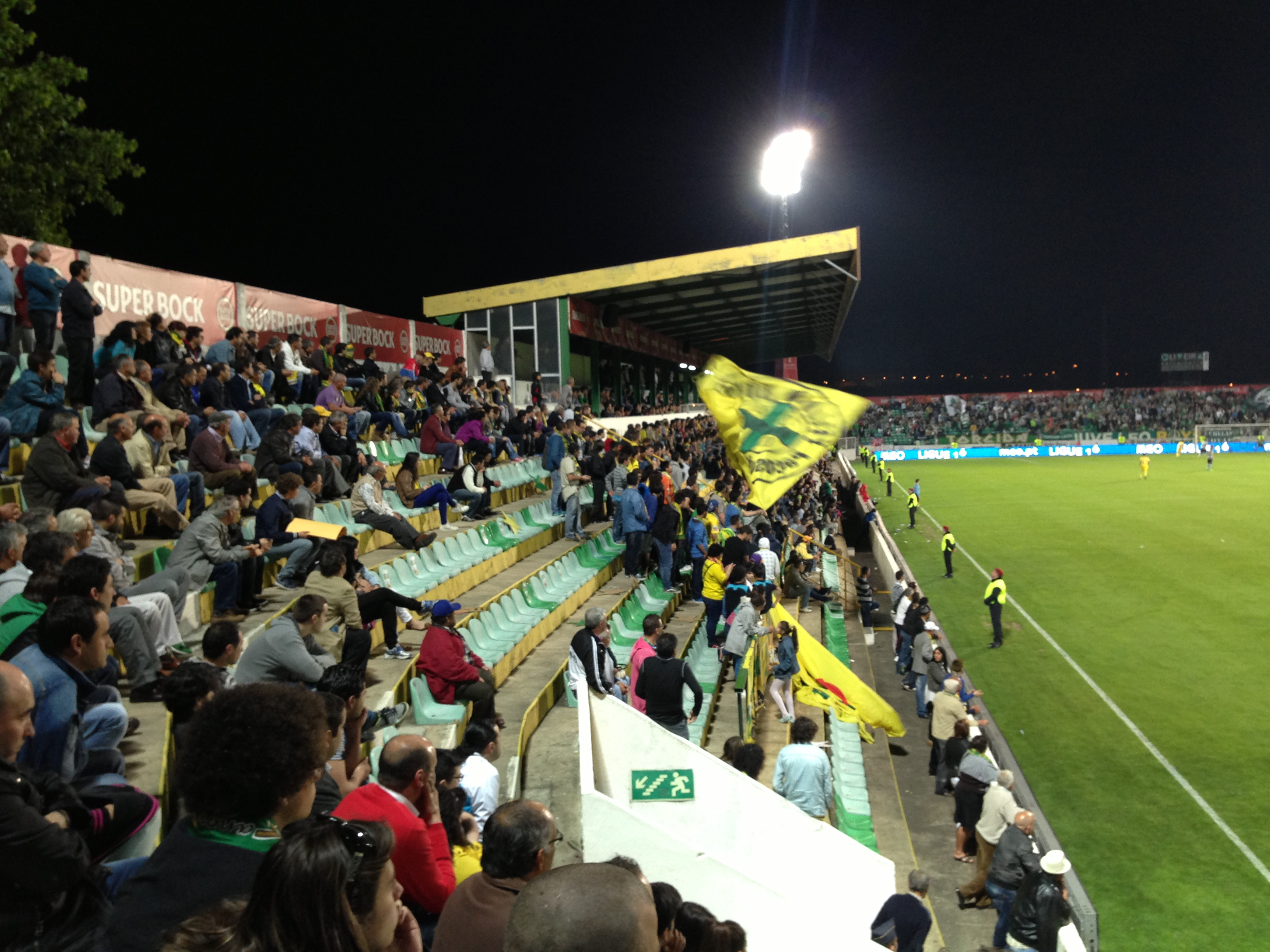
Antiga Bancada sul do Estádio da Mata Real antes da sua demolição

Na época 1974/75, é inaugurada a primeira bancada do Estádio da Mata Real: a bancada central norte, conhecida como a "bancada velha", já que posteriormente foi construída a segunda central, a "bancada nova". Dois anos depois, inauguram-se os balneários e o posto médico. Em 23 de Janeiro de 1983, é inaugurado o piso relvado principal, no jogo contra o Benfica, a contar para a Taça de Portugal. A relva manteve-se em bom estado durante três décadas, tendo sido substituída por apenas uma vez, mantendo-se este último arrelvamento desde 18 de julho de 1987 até ao final da época 2012/13, altura em que foi retirada para permitir as obras de remodelação do recinto.  

Em 1992/93, com a subida à 1ª Divisão, é inaugurada a sala de imprensa e o bar. Nessa mesma época, a 16 de fevereiro de 1992, é realizado o primeiro jogo noturno no Estádio da Mata Real, com a inauguração da iluminação artificial na receção ao FC Porto. Em 2000, com a segunda subida à 1ª Liga, são introduzidas as cadeiras em todas as bancadas, e é colocada a bancada topo, amovível, mas que acabou por ficar. O Complexo Desportivo da Mata Real é atualmente constituído pelo relvado principal e por três campos de treinos: um de relva natural, outro de relva sintética e um terceiro, pelado. 

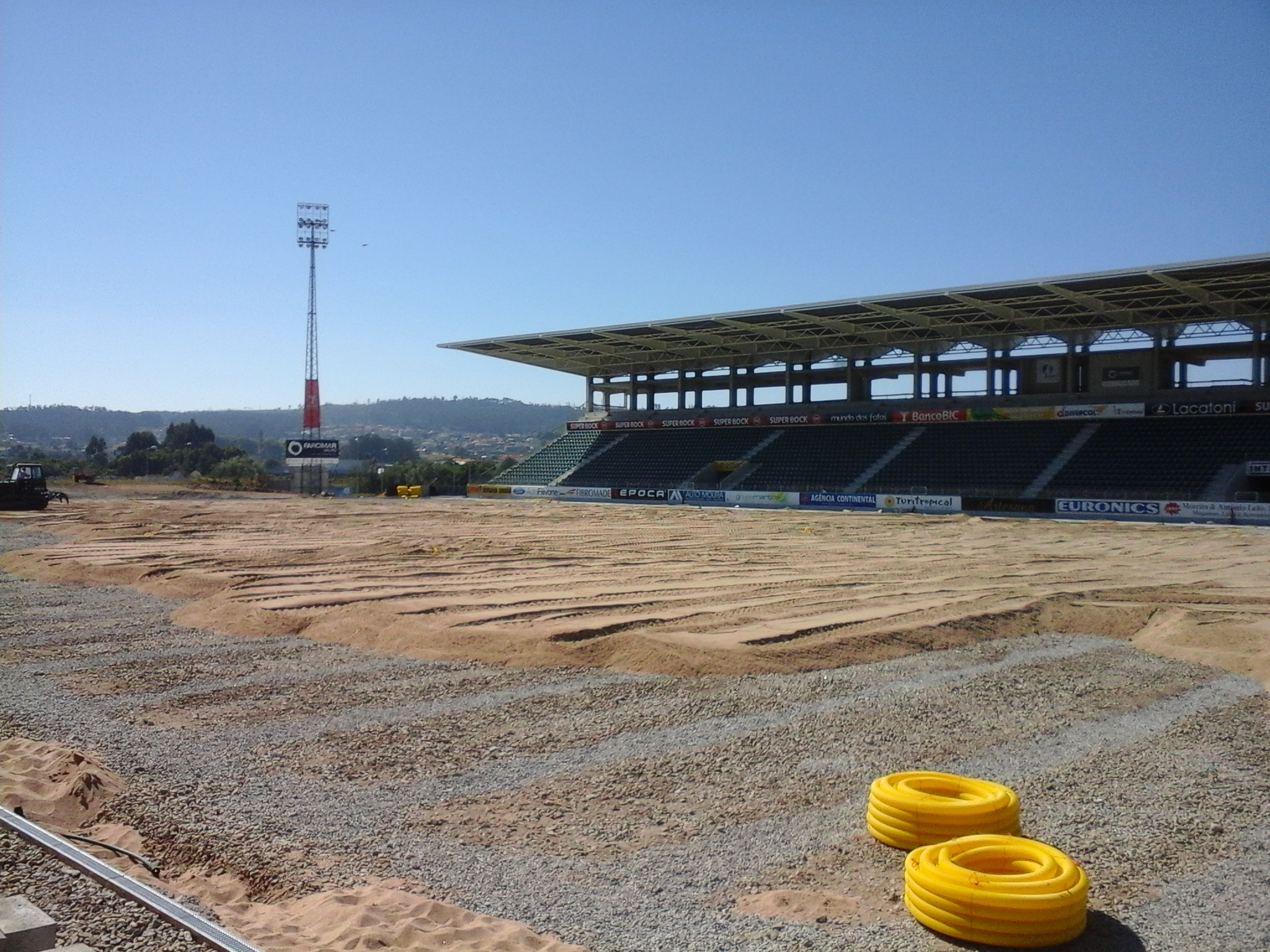
Estádio da Mata Real em obras, em julho de 2014

### Estádio "Capital do Móvel"
No âmbito do protocolo assinado entre a Associação Empresarial de Paços de Ferreira e o Futebol Clube Paços de Ferreira, o Estádio passou a designar-se Estádio Capital do Móvel, desde 9 de Março de 2013, sendo que toda a restante área desportiva mantém a designação de Mata Real.

#### Intervenção entre 2013 e 2017
A 20 de maio de 2013, no dia seguinte à última jornada da histórica época em que o Futebol Clube Paços de Ferreira terminou o campeonato em 3º lugar e se qualificou para a Liga dos Campeões da UEFA, o clube deu início à remodelação do Estádio da Mata Real. No início de junho as bancadas central norte e laterais foram demolidas, tendo o espaço entrado em obras para dar lugar a uma nova infraestrutura, mais moderna, com outra comodidade para os associados do Futebol Clube Paços de Ferreira e também para a imprensa.
Dos 3 milhões de euros aplicados na nova bancada, contribuíram os 2.1 milhões ganhos com o apuramento para o play-off da Liga dos Campeões de 2013/14 e os 1.6 milhões ganhos na fase de grupos da Liga Europa. A nova bancada tem capacidade para 4 mil espetadores e contará, quando totalmente concluída, com camarotes de luxo, uma nova tribuna de imprensa e espaços comerciais.
Com a abertura da nova bancada central, a 16 de fevereiro de 2014, e com a ampliação realizada em 2013 da bancada central sul, a capacidade do estádio foi aumentada de 5 250 para 6 404 espectadores. 
Destinada a receber os adeptos visitantes, outra bancada foi construída de raiz, a partir de 2016, no "topo norte" (na realidade localizado na ala este do estádio), que acrescentou 2 605 lugares sentados à capacidade do estádio. A estrutura foi inaugurada a 17 de março de 2017, à 26ª jornada do campeonato nacional.
Conforme está projetado, a construção da última das duas bancadas nos topos, terão um custo a rondar os 5 milhões. Por enquanto, não avançaram com a construção da nova bancada do "topo sul" (na ala oeste), que substituirá a atual estrutura amovível aí localizada, e com a remodelação da bancada central sul, a mais antiga do recinto, finda as quais ficará concluído o novo Estádio Capital do Móvel.